# Politecnico della Santacroce
Il Politecnico della Santacroce (in polacco Politechnika Świętokrzyska) è un'università tecnica polacca con sede a Kielce, nel voivodato della Santacroce.
È un'istituzione relativamente giovane, anche se le tradizioni dell'istruzione superiore a Kielce risalgono all'inizio del XIX secolo. Fu qui che Stanisław Staszic fondò la Accademia mineraria, una delle prime scuole superiori in Polonia, che operò negli anni 1816-1826 e fornì personale qualificato per soddisfare le esigenze del vecchio bacino industriale polacco. L'educazione superiore divenne nuovamente disponibile a Kielce nel 1965, quando fu istituita la Scuola di ingegneria superiore serale Kielce-Radom. Divenne formalmente "Politecnico della Santacroce" nel 1974.
L'università ha quattro facoltà:
- Ingegneria civile e ambientale
- Ingegneria elettrica e informatica
- Meccatronica e progettazione di macchinari
- Gestione e modellazione computerizzata